# Avadh

Region Avadh im heutigen Indien

Indien im späten 18. und 19. Jh.

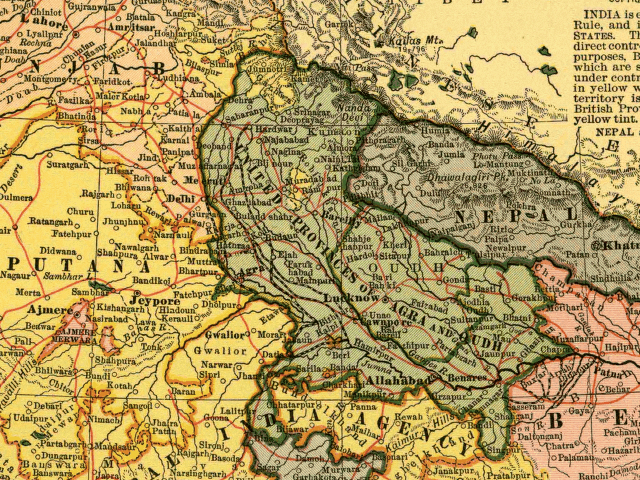
Vereinigte Provinzen Agra und Oudh im Jahr 1903

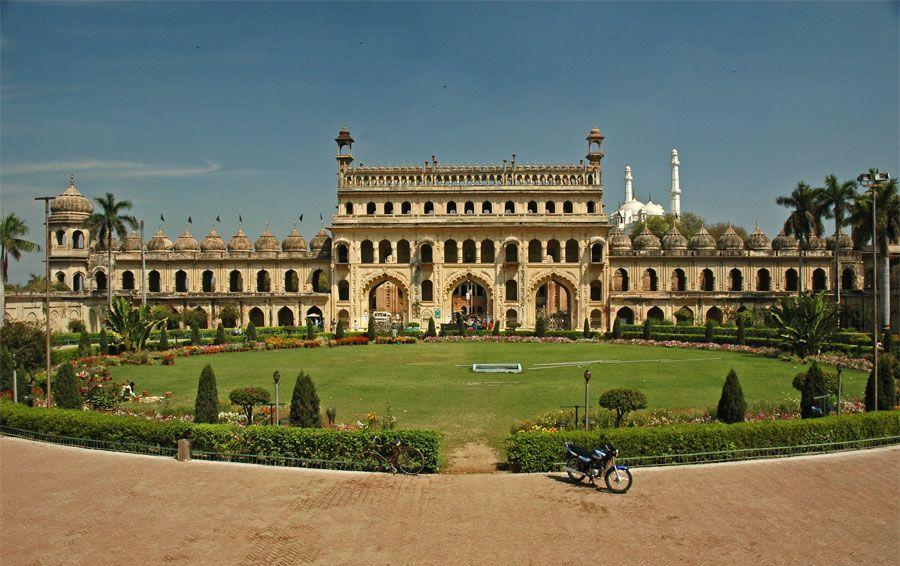
Eingang zum Bara-Imambara-Komplex in Lakhnau (im Hintergrund die Minarette der Asfi-Moschee).

Avadh (auch Awadh Devanagari: अवध, avadha; in Britisch-Indien offiziell Oudh, daneben auch noch als Oundh oder Oude bekannt) ist eine äußerst fruchtbare Region im Norden Indiens und nimmt etwa ein Drittel des Bundesstaates Uttar Pradesh ein. In dieser Region gab es bis 1856 einen Fürstenstaat mit der Hauptstadt Lakhnau (ehemals Lucknow), das auch heute die Hauptstadt von Uttar Pradesh ist. In dieser Region wird ein eigener Dialekt des Hindustani namens Avadhi gesprochen. Der Name „Avadh“ taucht in schriftlichen Quellen jedoch erst im 15. Jahrhundert auf.

## Geschichte
Im 1. Jahrtausend v. Chr. existierte hier das Königreich Kosala mit der Hauptstadt Ayodhya. Zur Zeit Buddhas (um 500 v. Chr.) spielte auch die Stadt Shravasti eine bedeutende wirtschaftliche und politische Rolle. Bereits zur Zeit des Sultanats von Delhi (1206–1526) löste sich das Sultanat von Jaunpur ab, welches von 1394 bis 1479 von der Sharqi-Dynastie regiert wurde, die ihren Machtbereich auch über Teile von Avadh ausdehnen konnte. In der Ersten Schlacht von Panipat (1526) eroberten die Moguln den Norden Indiens, dessen Randgebiete (wie bereits zuvor praktiziert) von Statthaltern (subahdars) verwaltet wurde.

### Mogulreich
Unter dem Großmogul Akbar wurde Avadh Ende des 16. Jahrhunderts in den Rang einer Provinz (subah) erhoben. Im Jahr 1722 wurde Saadat Khan zum Nawab ernannt und residierte anfänglich in Faizabad, später dann in Ayodhya. Er nutzte die zunehmende Schwäche des Mogulreiches aus, um eine eigene Dynastie zu gründen. Der zweite Nawab von Oudh war sein Neffe und Schwiegersohn Safdarjung (reg. 1739–1754), der sich in Delhi für sich das letzte bedeutende Grabmal der Mogulzeit errichten ließ. Sein Sohn und Nachfolger Shuja-ud-Daula (reg. 1762–1775) wurde der dritte Nawab von Oudh, dessen Unabhängigkeit vom militärisch und politisch immer schwächer werdenden Mogulreich er vorantrieb. Unter seinem Sohn Asaf-ud-Daula (reg. 1775–1797) wurde diese faktisch erreicht, auch wenn  mit den Briten eine neue Großmacht im Norden Indiens entstand.
Bedingt durch die schwindende Bedeutung Delhis wurde Avadh zu einem wichtigen Zentrum für Kunst, Literatur und religiösem Leben in Nordindien. Die Nawabs, welche persische Schiiten waren, taten sich als Förderer des kulturellen Lebens hervor. In dieser Zeit wurde Urdu als Alltagssprache immer bedeutender, obwohl Persisch nach wie vor die vorherrschende Sprache für die meisten offiziellen Anlässe war. Bedeutendster Bauherr war Safdarjungs Enkel Asaf-ud-Daula (reg. 1775–1797), der kurz nach seinem Amtsantritt die Hauptstadt des Fürstenstaates von Faizabad nach Lakhnau verlegte und dort einen repräsentativen Palastkomplex (Bara Imambara) errichten ließ.
Avadh galt als „Kornkammer Indiens“ und hatte auch eine wichtige strategische Position im Doab, der fruchtbaren Ebene zwischen den Flüssen Ganges und Yamuna. Es war groß und reich genug, um in der zweiten Hälfte des 18. Jahrhunderts seine Unabhängigkeit auch gegen Übergriffe der Marathen und Afghanen zu bewahren. Unter dem dritten Nawab Shuja-ud-Daula kam es zum Konflikt mit den Briten, als er dem flüchtigen Nawab von Bengalen, Mir Qasim, Unterstützung gewährte. In der Schlacht von Buxar wurde seine annähernd 40.000 Mann starke Armee jedoch von den Truppen der Britischen Ostindien-Kompanie, welche eine Stärke von lediglich etwa 7.000 Mann hatte, entscheidend geschlagen und der Nawab musste Teile seines Territoriums abtreten und hohe Strafzahlungen leisten. Im Jahr 1773 wurde ein britischer Resident ernannt, der die Oberaufsicht über den Fürstenstaat hatte sowie die Stationierung britischer Truppen und die Übernahme der Kosten für diese vereinbarte. Von einer direkten Annexion sah die Ostindienkompanie ab, da sie zu diesem Zeitpunkt keinen Konflikt mit den Marathen und den Resten des Mogulreiches wollte, und außerdem in dieser Phase überhaupt noch abgeneigt war, allzu ausgedehnte Gebiete unter einer kostspieligen Hoheitsverwaltung zu haben.
In den Jahren 1773 und 1774 führte der Nawab mit britischer Hilfe den Rohilla-Krieg, in dessen Folge er Rohilkhand annektierte. 1798 machte sich der fünfte Nawab, Wazir Ali Shah, sowohl bei seinem Volk als auch bei den Briten unbeliebt und wurde von Generalgouverneur John Shore zum Rücktritt gezwungen. Die Briten installierten Saadat Ali Khan als Marionettenherrscher, der ihnen sein halbes Territorium abtrat und auch seine Truppen zugunsten einer sehr teuren, von den Briten geführten Berufsarmee auflöste. Damit wurde Avadh de facto zu einem britischen Schutzstaat, allerdings unter theoretischer Oberhoheit des Mogulkaisers.

### Britische Oberhoheit
Dieser mit Saadat Ali Khan im Jahr 1801 geschlossene Vertrag brachte der Ostindienkompanie sehr viel Geld ein, zumal sie wiederholt gegen verbilligte Kredite auf die Staatseinnahmen zugriffen. Nach Westen fungierte Avadh als Pufferstaat. Die Nawabs verkamen zu Symbolfiguren, die sich mit großem Pomp umgaben, aber wenig Einfluss auf die Staatsgeschäfte hatten. Allerdings wurden die Briten Mitte des 19. Jahrhunderts mit diesem Zustand immer unzufriedener und wollten das Gebiet unter direkte Kontrolle bringen. Einen Vorwand dafür lieferte der extravagante und extrem kostspielige Lebensstil der Nawabs.
Im Jahr 1856 wurde Avadh annektiert und einem Chief Commissioner unterstellt. Das Gebiet wurde zu einer britischen Provinz unter der Verwaltung James Outrams und Henry Lawrences. Diese führten Reformen durch, die die Macht der Großgrundbesitzer einschränkten. Nawab Wajid Ali Shah wurde verhaftet und nach Kalkutta exiliert. Dies war ein entscheidender Auslöser des Aufstandes von 1857, bei dem gerade die in Avadh stationierten Truppen eine Schlüsselrolle spielten. Die Briten brauchten achtzehn Monate, um Avadh zurückzuerobern, und es wurden in diesem Gebiet die ausschweifendsten Grausamkeiten begangen wie das Massaker von Kanpur.
Nach der Niederschlagung der Rebellion flüchteten die Führer des Aufstandes nach Nepal. Unter ihnen war auch der vierzehnjährige Birjis Qadr, der Sohn des letzten Nawabs. Oudh (wie es die Briten nun offiziell nannten) wurde zu einer Provinz des nunmehrigen Kaiserreichs Indien. Im Jahr 1877 wurde die Funktion des Gouverneurs der „Nordwestprovinz“ um Agra mit der des Chief Commissioners von Oudh zusammengelegt, und 1902 wurden die beiden Provinzen auch formell unter dem Namen Vereinigte Provinzen von Agra und Oudh zusammengeschlossen. Aus diesen „Vereinigten Provinzen“ ist der heutige Bundesstaat Uttar Pradesh hervorgegangen.